# Teoria do sentimento
A  "Felt theory" ou teoria do sentimento,  é uma abordagem acadêmica que se baseia em conceituações de trauma e no processamento de emoções, tomando forma em várias disciplinas e setores da humanidade. É amplamente vista em culturas nativas/indígenas, o conceito foi discutido pela primeira vez pela estudiosa de Tanana Athabascan, Dian Million, em 2009.  A teoria do sentimento busca utilizar experiências para uma recuperação adequada e mais consciente de eventos traumáticos, destacando a narrativa e a nostalgia como características primordiais.  
As raízes da teoria do sentimento nas culturas indígenas fazem dela uma peça essencial na busca pela descolonização dos saberes, caracterizando-se por práticas libertadoras e do discurso. Fundamentada na práxis feminista e na análise de experiências pessoais e culturais, a teoria do sentimento impulsiona o empoderamento, baseando-se no reconhecimento da dor.  

A teoria do sentimento foi discutida pela primeira vez por Dian Million no artigo "Felt Theory: An Indigenous Feminist Approach to Affect and History" . No artigo, Million postula:
Sugiro maneiras pelas quais as mulheres indígenas participaram da criação de uma nova linguagem para as comunidades, abordando as facetas reais e multifacetadas de suas histórias e preocupações, insistindo na inclusão de sua experiência vivida, rica em conhecimentos emocionais, sobre o que a dor, sofrimento e esperança significavam ou significam agora em nosso passado e futuro. Também é para sublinhar novamente a importância das experiências sentidas como conhecimentos comunitários que informam interativamente nossas posições como acadêmicos nativos, particularmente como mulheres acadêmicas nativas. Nossa bolsa de estudos continua sendo segregada como uma experiência “feminina”, como polêmica ou, na pior das hipóteses, como conhecimento inexistente.
Buscando transformar práticas libertadoras em uma experiência mais introspectiva e movida pela emoção, Million descreveu um espaço no qual vozes marginalizadas não eram apenas ouvidas, mas também acolhidas e valorizadas. O seu estudo concentra-se fortemente nas experiências das mulheres das Primeiras Nações e de outras comunidades indígenas — incluindo a sua própria — e examina as injustiças dentro do governo canadiano e em ações segregativas, como na Lei dos Índios Canadianos, estabelecendo um novo padrão para o que o feminismo indígena e a teoria dentro dele poderiam ser.  

## Significado cultural nos Estados Unidos
A teoria do sentimento estende-se muito além do âmbito tradicional das discussões feministas, sendo relevante em muitas disciplinas e subcategorias, e podendo ser implementada por indivíduos de todas as culturas, origens e histórias. 
Entre outros, a feminista e estudiosa nativa Angie Morrill, das tribos Klamath do Oregon, usa as palavras de Million para analisar uma pintura de Peggy Jo Ball — uma artista Klamath, também mãe de Morrill — e foca nos efeitos que a Gentrificação e a deslocação têm sobre os povos indígenas/nativos, mas também sobre aqueles de estatuto socioeconômico mais baixo ou outros grupos marginalizados.  
Analisando o trabalho de Ball em um artigo de 2016, "Time Traveling Dogs (and Other Native Feminist Ways to Defy Dislocations)",  Morrill fala sobre a ideia de sobrevivência, uma palavra usada por alguns povos indígenas para descrever uma abordagem criativa ou narrativa para processar traumas e a profunda experiência emocional da vida cotidiana das mulheres nativas - algo que Morrill vê como "incompreensível" em espaços hegemônicos.   
Posteriormente, ela apresenta a “memória” como uma prática de cura poderosa para sobreviventes de abuso e trauma, um processo que, segundo ela, envolve a reforma de memórias que foram previamente apagadas. Os escritos de Angie Morrill apoiam uma compreensão mais forte do poder das memórias e das ramificações explícitas das deslocações da sociedade ou da liberdade de expressão — informando assim concepções matizadas da colonização de gênero e dos seus efeitos duradouros nos sobreviventes modernos.  

## Uso transnacional da "felt theory"
Muitas mulheres indígenas encontram um poder profundo em formas de libertação que têm origem em seus próprios corpos. Suas práticas de cura concentram-se na resiliência e força feminina, valorizando a experiência vivida e a ancestralidade. Em vez de se dedicarem exclusivamente à análise das estruturas de poder tradicionais baseadas em hierarquia ou discriminação de gênero, elas integram esses conceitos de maneira consciente, sem que sejam o foco central de sua abordagem. 
A estudiosa de antropologia cultural Catherine Whittaker, da Universidade Goethe de Frankfurt, centra a sua pesquisa num artigo de 2020 sobre mulheres — Whittaker fala sobre as mulheres nahuatl — que vivem na Cidade do México, constituindo o poder sentido (a implementação da teoria sentida) como algo fundamentado na realidade da dor e do abuso experimentados, o seu verdadeiro significado e impacto único para cada indivíduo. 

Em uma seção em específico fala sobre as experiências individuais de mulheres com quem conversou durante sua pesquisa, Whittaker escreve sobre uma mulher, vítima de abuso e violência doméstica:
Leona sempre deixou claro que não era uma vítima passiva da violência, nem da ideologia de seu pai, pois enfrentou e criticou ambos. [...] Com base no que aprendeu ao longo da vida, na sua fé e na sua percepção do mundo ao seu redor, ela conseguiu, aos poucos, melhorar sua situação. Além disso, conquistou o respeito da comunidade e se tornou conhecida por sua força. Leona via o trabalho físico árduo como uma mistura de sacrifício e prazer, pois sentia satisfação nas conquistas tangíveis e na sua capacidade — física, emocional e espiritual — de persistir. “Como mãe, eu tinha que cuidar dos meus filhos, e como esposa, precisava trabalhar ao lado do meu marido. E, no trabalho, acabávamos esquecendo as brigas.”
O poder sentido oferece aos sobreviventes algo que é ao mesmo tempo singular e coletivo. Ao criar espaço para a compaixão e a colaboração, a vivência emocional pode se harmonizar com nossas experiências, promovendo um ambiente onde a liberdade prevalece. Ao expandir a teoria de Million para um nível global e transnacional, torna-se possível compreender mais profundamente suas aplicações e impactos positivos, consolidando-a como uma abordagem eficaz e relevante.

## "Felt theory" para descolonizar
Um dos maiores impactos da teoria sentida é encontrado no processo de descolonização da teoria, da vida e do discurso. Sejam elas físicas ou metafísicas, as formas de escravidão ou de controle têm implicações duradouras e podem estender o seu poder a setores da humanidade que necessitam de autonomia para se libertarem, inibindo assim qualquer tipo de recuperação.  

Mais recentemente, à luz das alegações de má conduta sexual contra o escritor nativo americano Sherman Alexie ( The Absolutely True Diary of a Part-Time Indian ),  a acadêmica de comunicação Cortney Smith do Oberlin College examinou as implicações do feminismo indígena no movimento #MeToo, revelando em parte a importância das narrativas nativas na formação da descolonização dos EUA no século XXI  Smith faz referência ao conceito de autenticidade como uma ferramenta prejudicial usada contra mulheres indígenas em casos problemáticos. Smith explica:
Algumas mulheres indígenas temem ser vistas como "não tradicionais" ou "assimiladas" ao assumirem, de forma consciente, uma postura feminista (St. Denis, 2007). Dentro das comunidades indígenas, ser rotulado como "não tradicional" ou "inautêntico" — ou seja, não ser considerado "indígena o suficiente" — pode representar um risco significativo. Mulheres indígenas que se identificam como feministas podem enfrentar esse estigma, pois alguns acreditam que elas priorizam as pautas dos direitos de gênero em detrimento dos interesses coletivos e da soberania indígena (Nickel, 2017). Questionar a autenticidade indígena de alguém pode afetar profundamente sua reputação e suas relações dentro da comunidade. No contexto de denúncias, essa questão pode ser manipulada para descredibilizar ou prejudicar a pessoa que faz a acusação.
Ao questionar as estruturas hegemônicas que limitam o crescimento dentro do movimento #MeToo — estruturas que frequentemente deixam de fora as mulheres e indivíduos marginalizados que ajudaram a construí-lo — Smith destaca a importância do conhecimento sensível e das experiências pessoais na libertação das comunidades contemporâneas, especialmente daquelas que carregam o peso do trauma geracional. A noção de “autenticidade” indígena exerce uma influência profunda sobre a forma como esses traumas são vivenciados e processados, principalmente em contextos onde há dinâmicas de poder evidentes.
Fora dos Estados Unidos, a pesquisadora de filosofia Anna Cook, da Universidade de Oregon, analisou a complexa relação entre experiência, verdade e um fenômeno conhecido como “negação colonial” no contexto do colonialismo canadense e do trauma indígena. Ao abordar o recente reconhecimento, por parte do governo canadense, dos impactos da colonização sobre os povos indígenas, a teoria do sentimento examina os efeitos das concepções internalizadas do colonialismo, especialmente em espaços onde relatos de abuso são compartilhados em instituições como a Comissão de Verdade e Reconciliação (TRC). Esses relatos muitas vezes não foram ouvidos ou aceitos devido a rígidas estruturas de poder e controle, reforçadas pelo atraso no reconhecimento oficial por parte do Canadá — ou, como Cook descreve, uma espécie de “amnésia histórica”.
Levando isso em consideração, Cook desconstrói ideias sobre o que deve ser considerado politicamente significativo e evidencia o impacto corrosivo da negação colonial. Seus escritos mostram como a incapacidade do Canadá de reconhecer e reparar a opressão sobre as vozes indígenas afetou profundamente as práticas de libertação dos sobreviventes. De forma mais ampla, estudiosos têm demonstrado que o poder sentido pode se manifestar em qualquer lugar e que a inspiração para a descolonização está diretamente ligada a ele.
No estudo da teoria do sentimento, um texto fundamental para compreender mais profundamente as reflexões de Million é a influente coletânea de ensaios This Bridge Called My Back: Writings by Radical Women of Color, publicada originalmente em 1981 e editada por Gloria Anzaldúa e Cherríe Moraga. A obra foca nas experiências de mulheres BIPOC e no feminismo transnacional. No livro, Moraga explora identidades interseccionais por meio de sua revolucionária "teoria da carne", que busca incorporar e valorizar todas as vivências e elementos que nos definem para permitir uma compreensão mais ampla do trauma. Ao descrever sua teoria, ela afirma: “uma teoria na carne significa uma em que as realidades físicas de nossas vidas — a cor da nossa pele, a terra ou o concreto onde crescemos, nossos desejos — se fundem para criar uma política nascida da necessidade”.
Conectando-se diretamente à teoria do sentimento, a teoria da carne apresenta uma perspectiva quase idêntica, servindo como um testemunho das experiências, emoções e traumas individuais. Esse conceito abriu caminho para que Dian Million e outros estudiosos desenvolvessem a teoria do sentimento de uma forma extremamente acessível e amplamente aplicável.

## Conceitos relacionados
- Transnational feminism
- Indigenous feminism
- Diaspora
- Global feminism
- Human rights
- Postcolonial feminism
- Feminist theory
- Intersectionality
- Dian Million
- Angie Morrill
- Survivance